# Robert Leckey
Robert Leckey (* 29. September 1979 in Belfast, Nordirland, Vereinigtes Königreich) ist ein ehemaliger nordirischer Eishockeyspieler, der seine gesamte Karriere auf der irischen Insel verbrachte. International spielte er für die irische Eishockeynationalmannschaft.

## Karriere
Robert Leckey, der im nordirischen Belfast geboren wurde, begann seine Karriere bei der unterklassigen Mannschaft aus Dundonald. Später spielte er für die zweite Mannschaft der Belfast Giants, den Flyers Ice Hockey Club aus Dublin und die Belfast City Bruins. Für die Flyers und die Bruins spielte er dabei in der Irish Ice Hockey League. Nach der Spielzeit 2012/13, die er erneut in der zweiten Vertretung der Giants auf dem Eis stand, beendete er seine Karriere.

### International
Der britische Staatsbürger Leckey spielte mit der irischen Nationalmannschaft bei den Weltmeisterschaften der Division II 2008 und 2011 sowie bei den Welttitelkämpfen der Division III 2004, 2005, 2006, 2007, 2010, 2012 und 2013.

## Erfolge und Auszeichnungen
- 2007 Aufstieg in die Division II bei der Weltmeisterschaft der Division III
- 2010 Aufstieg in die Division II bei der Weltmeisterschaft der Division III, Gruppe A